# Hocking
El Hocking és un riu de l'estat d'Ohio, als Estats Units d'Amèrica, afluent del riu Ohio.